# Джексон, Майкл Джеймс
Майкл Джексон (англ. Michael James Jackson; 27 марта 1942, Лидс — 30 августа 2007, Лондон) — британский журналист и критик, автор основополагающих работ о пиве и виски. Начиная с 1970-х годов был ведущим популяризатором пива, разработал первую классификацию стилей пива, в том числе детальную географико-гастрономическую классификацию бельгийского эля.

## Биография
Майкл Джеймс Джексон родился в Лидсе, в еврейской семье российского происхождения. Его отец, Исаак Хаимович Якович (1909—1984) из Ковно, англицировал имя на Джек Джексон и поселился в Лидсе, где работал водителем грузовика. Когда Майкл Джексон был ребёнком, семья перебралась в Уэтерби, где он окончил начальную школу Короля Джеймса и впоследствии занялся журналистикой. Поначалу он специализировался на виски и работал в Эдинбурге, затем поселился в Лондоне, где редактировал специализированный рекламный журнал «Campaign»..
Приобрёл широкую известность среди ценителей пива с выходом в 1977 году его книги «The World Guide To Beer», переведённой на ряд языков и выдержавшей множество переизданий. В этой книге он предложил первую классификацию стилей пива и детально описал традиции и обычаи, связанные с производством и потреблением этого напитка по всему миру. К тому времени существовала уже довольно обширная традиция журнализма, связанного с популяризацией и потреблением вина, и Майкл Джексон стал первым, кто распространил аналогичную журналистику на эль и пиво. Современная концепция стилей пива главным образом базируется на работах Майкла Джексона конца 1970-х — начала 1980-х годов.
Он вскоре стал приглашённым колумнистом и экспертом в области пива в ряде периодических изданий, особенно в Северной Америке, где к 1990-м годам стала быстро развиваться культура микропивоварен. Он стал ведущим нового телешоу «The Beer Hunter» на 4-м канале, а затем на Discovery Channel. На протяжении последующих тридцати лет его колонки по дегустации пива, а затем и виски стали регулярными в ведущих британских газетах, таких как «The Independent», «The Observer» и других. Помимо популярных книг по элям и пиву, его книга «Whisky Companion» (1989) стала мировым бестселлером и также была переведена на множество языков.
Подход Майкла Джексона к пивной публицистике характеризовался особым вниманием к локальным гастрономическим традициям и к роли этого напитка в традиционной культуре и обычаях производящих пиво стран. В более поздние годы он особенно сконцентрировался на бельгийском пиве, чья классификация стала соответственно наиболее подробной и способствовала последующему распространению бельгийского пива во всём мире. Кроме описания собственно стилей этого напитка и критики производителей, он создал собственную линию пивной посуды, как для потребления, так и для профессиональной дегустации пива. Им была разработана стобальная оценочная шкала качества и вкусовых особенностей пива (а затем и виски), широко используемая в гастрономических публикациях. Последней законченной работой Майкла Джексона стало новое издание монографии «Great Beers of Belgium», вышедшее уже посмертно.
Кроме связанных с гастрономией вопросов, он также публиковался как спортивный обозреватель по регби-футболу. Среди профессиональных наград М. Джексона — премия «André Simon» по гастрономической литературе, «Glenfiddich Trophy» по кулинарной литературе, бельгийская награда «Ridderschap van de Roerstok» (традиционно присуждаемая только пивоварам), James Beard Foundation Award и ряд других.
В декабре 2006 года была опубликована информация о том, что Майкл Джексон «страдает болезнью Паркинсона и страдал ею по меньшей мере 10 лет». Также он страдал диабетом. Майкл Джексон умер от сердечного приступа в своем доме утром 30 августа 2007 года в возрасте 65 лет.

## Публикации
- The English Pub (1976)[20]
- The World Guide to Beer (1977)
- Pocket Guide to Beer (1986)
- The World Guide to Whisky (1987)
- New World Guide to Beer (1988)
- Michael Jackson’s Great Beers of Belgium (1991)
- Michael Jackson’s Beer Companion (1997)
- Ultimate Beer (1998)
- Little Book on Beer (1998)
- Michael Jackson’s complete guide to Single Malt Scotch (4-е издание)
- Michael Jackson’s Great Beer Guide (2000)
- Scotland and its Whiskies (2001)
- The Malt Whisky Companion (2004)
- Bar and Cocktail Party Book (2005)
- Whisky (2005)
- Tyskie Vademecum Piwa (2007)

## На русском языке
- Пиво. 500 великих марок. Путеводитель. — М.: BBPG, 2003.
- Солодовый виски. Путеводитель. — М.: BBPG, 2008.
- Пиво. Иллюстрированная энциклопедия. — М.: Астрель, 2010.
- Виски. — М.: Астрель, 2010.